# Nyctiphrynus
Genre
Nyctiphrynus est un genre d'oiseaux de la famille des Caprimulgidae, dont les quatre espèces se rencontrent en Amérique centrale et en Amérique du Sud.

## Liste d'espèces
Selon la classification de référence du Congrès ornithologique international (version 3.3, 2013) :
- Nyctiphrynus rosenbergi – Engoulevent du Choco
- Nyctiphrynus mcleodii – Engoulevent aztèque
- Nyctiphrynus yucatanicus – Engoulevent du Yucatan
- Nyctiphrynus ocellatus – Engoulevent ocellé